# Friedl Däuber
Friedl Däuber   (Berchtesgaden, 5 de gener de 1911 - Berchtesgaden, 1 de maig de 1997) va ser un esquiador alemany que va competir durant les dècades de 1920 i 1930, tant en esquí alpí com esquí de fons.
Com a esquiador de fons va prendre part en els Jocs Olímpics d'Hivern de 1936 de Garmisch-Partenkirchen, on va disputar dues proves del programa d'esquí de fons. Fou sisè en la cursa de relleus 4x10 quilòmetres i vint-i-novè en la dels 18 quilòmetres.
Com a esquiador alpí va disputar tres edicions del Campionat del Món d'esquí alpí, el 1931, 1932 i 1933, amb un balanç d'una medalla d'or i una de bronze.